# Mark Sheridan
Mark Sheridan OSB (* 22. Februar 1938 in Washington, D.C.) ist ein US-amerikanischer Benediktinermönch.

## Leben
Er erwarb 1960 einen A.B. (Philosophie) an der Georgetown University, 1966 einen Sacrae Theologiae Licentiatus an der Catholic University of America, 1971 einen S.T.L. Pontificio Istituto Biblico und 1990 einem Ph.D. an der Catholic University of America (Koptische Sprache und Literatur). Er trat in die St. Anselm’s Abbey, Washington, D.C. 1960 ein (erste Profess am 29. September 1961; feierliche Profess 1964; Priesterweihe am 14. Februar 1965).
Er lehrte an der St. Anselm’s Abbey School (Washington, D.C.) 1963–1978, am Cluster of Independent Theology Schools (Washington, D.C.) 1975–1980 und seit 1986 am Päpstlichen Athenaeum Sant’Anselmo.
In St. Anselm’s Abbey war er Novizenmeister 1972–1981 und Prior 1979–1981. In Rom wirkte er als Prior des Collegio S. Anselmo von 1983 bis 1992. Er übertrug seine Mönchsprofess im Jahr 2011 auf die Dormitio-Abtei in Jerusalem.

## Schriften (Auswahl)
- Rufus of Shotep. Homilies on the Gospels of Matthew and Luke. Introduction, text, translation, commentary. Rom 1998, ISBN 88-85354-05-X.
- als Herausgeber: Genesis 12–50. Downers Grove 2009, ISBN 0-8308-1472-8.
- From the Nile to the Rhone and beyond. Studies in early monastic literature and scriptural interpretation. Rom 2012, ISBN 978-3-8306-7558-7.
- Language for God in patristic tradition. Wrestling with biblical anthropomorphism. Downers Grove 2015, ISBN 978-0-8308-4064-9.